# پاتریک مننیگ
پاتریک مننیگ (انگلیسی: Patrick Manning؛ زادهٔ ۱۷ اوت ۱۹۴۶ – درگذشتهٔ ۲ ژوئیهٔ ۲۰۱۶) سیاست‌مدار اهل ترینیداد و توباگو بود. او چهارمین (۱۹۹۵–۱۹۹۱) و ششمین (۲۰۱۰–۲۰۰۱) نخست‌وزیر این کشور بود.